# خورخه دلی والدس
خورخه دلی والدس (۱۲ مارس ۱۹۶۷) یک بازیکن فوتبال اهل پاناما است. وی در تیم ملی فوتبال پاناما بازی کرده است.